# Doença do corpúsculo de inclusão viral
A Doença do Corpúsculo de Inclusão Viral (IBD, na sigla em inglês) é uma patologia, por hora incurável, que afeta cobras constritoras como jiboias e sucuris. Os animais acometidos pela doença, além de problemas respiratórios e paralisia muscular generalizada, adotam um comportamento atípico, como olhar fixamente para o céu e até mesmo enrolar-se de tal modo que, uma vez presas em si mesmas, não conseguem mais se desatar.

## Leitura
- Schumacher, J., Jacobson, E.R.; Homer, B.L.; Gaskin, J.M. 1994. Inclusion body disease in boid snakes. J. of Zoo and Wildlife Med. 25(4):511-524.
- Axthelm, M.K. 1985. Viral encephalitis of boid snakes. Int. Colloq. Pathol. Reptiles Amphib. 3:25. (Abstract) IBD.